# Hrabstwo Pendleton (Kentucky)

Piramida wieku hrabstwa

Hrabstwo Pendleton – hrabstwo w USA, w stanie Kentucky. Według danych z 2010 roku, hrabstwo zamieszkiwało 14877 osób. Siedzibą hrabstwa jest Falmouth.

## Miasta
- Butler
- Falmouth